# Бер
 Тази статия е за града в Гърция.  За други значения на Верия вижте Верия (пояснение).  
Бер (изписване до 1945 година: Беръ; на гръцки: Βέροια, Верия, на турски: Karaferye, Караферие, на арумънски: Veryea) е град в Егейска Македония, Гърция, главен град на едноименния дем Бер в административна област Централна Македония. Бер е център и на Берската, Негушка и Камбанийска епархия на Гръцката православна църква.

## География
Бер е разположен на 230 m надморска височина в югоизточното подножие на планината Каракамен (Вермио). През него протичат малките каракаменски реки Трипотамос и Ляноврохи, притоци на Бистрица.

## Транспорт
Покрай Бер преминава главната магистрала в Северна Гърция – „Егнатия Одос“. Чрез нея градът се свързва пряко с пристанището Игуменица на Йонийско и със Солун на Егейско море. Отдалечен е на 102 km от Солунското летище. Има железопътни връзки с Едеса и Солун.

## Икономика
В Бер работят предприятия за вълнени и памучни платове. В района се добиват лигнитни въглища. Река Трипотамос осигурява енергия от ВЕЦ. В планината Каракамен (Вермио) се изграждат ветропаркове.
Туризмът се развива на базата на богатата история на града и природните забележителности в околността. На 8 км от Бер се намира Музеят на царските гробници във Вергина с останки от столицата на древните македонски царе. От византийско и османско време са запазени десетки църкви. Сред паметниците на византийската култура и изкуство е църквата „Възкресение Христово“ от XIV век. Освен Византийския музей, в града работят още няколко музея, в т.ч. археологически, образователен и фолклорен. Традиционна архитектура от XIX век е запазена в кварталите Барбута и Кириотиса.
Край Като Вермио, на 24 км от Бер, по склоновете на Каракамен, се намира Националният ски курорт „Сели“.

## История

### Античност и Средновековие
Бер се споменава за първи път Тукидид в 432 г. пр. Хр. Според „Деянията на апостолите“ в I век апостолите Павел и Сила проповядват в синагогата в Бер, като жителите на града се отнасят по-благородно към тях от солунчани, внимателно изследват писанията и много от тях повярват. Първи епископ на града става апостол Карп, един от близките сътрудници на Павел.
През II половина на III век градът е нападнат от германското племе херули. Тогава жителите възстановяват запуснатата Берска крепост. Латински надпис, открит в Бер, информира за молба за помощ на берчани към император Галиен (253 - 268).
При последвалите в следващите векове славянски набези между Бер и Солун се заселват драговитите и сагудатите. Не е ясно дали те са се заселили в самия град, но областта започва да се нарича Драговития (Δραγαβιτία). Изглежда, че въпреки всички набези градът продължава да се развива икономически като търговско средище.
Според хрониста Георги Кедрин императрица Ирина, майка на Константин VI, построява Бер и го преименува на Иринуполис: „και την εν Θεσσαλονίκη Βέρροιαν έκτισεν, Ειρηνόπολιν μετονομάσασα“, по време на нейното второ управление в 802 година. Тази информация загатва за по-ранни разрушения на града от земетресение или от набези. Името Иринуполис не се задържа.
В 896 година градът е разтърсен от силно земетресение. Йоан Камениат, който описва ограбването на Солун от арабите в 904 година, описва Бер с възхищение. Сарацините изглежда са причинили големи разрушения и в Бер в 904 година и са продали много от жителите му като пленници.
Бер е в пределите на българската държава при цар Петър (927 – 970 година). Византия си го връща в 70-те години на X век.
Бер е отново превзет от българите през 989 година, при управлението на цар Самуил. През 1001 година византийският император Василий II Българоубиец завладява града, предаден му от управителя Добромир. В 1017 година императорът заповядва стените на града да бъдат възстановени и незабавно се насочва към Острово. Окончателната победа на Василий II над България установява период на мир и сигурност в региона.(
В началото на XI век Бер става център на една от епархиите на Охридската архиепископия. През следващите векове, заедно със Сервийската епархия, тя е предмет на спорове между Охридската и Цариградската църква и многократно преминава от едната към другата. Църквите „Св. св. Кирик и Юлита“, „Свети Власий“ и „Възкресение Христово“ са от XIV век.
През последната четвърт на XII век Бер, заедно с други македонски градове, е окупирана от сицилианците, а по-късно при цар Калоян попада в България, като мести жителите на града в дунавските региони. След това градът е под властта на Солунското кралство до 1224 година, когато попада по властта на Епирското деспотство. След Битката при Клокотница отново е в Бълтария. В 1246 година областта се връща под византийско управление. Бер процъфтява през XIII и особено през XIV век и император Йоан VI Кантакузин го споменава многократно в своя исторически труд като голям и многолюден град и казва, че сред жителите му е имало много видни личности.
В 1342 година Бер пада в ръцете на сръбския крал Стефан Душан, а по-късно е владяна от властела Радослав Хлапен. Може би градът е превзет от Лала Шахин в 1373/74 година (775 година от Егира). Византия си връща града към 1375 година. Османските турци го завоюват през 1430 година.

### В Османската империя
Османците наричат града Караферие („Черната Верия“), вероятно за да го разграничат от едноименния град в България, известен на турците още като Ески Загора. Под Османско владичество Бер е център на каза в границите на Солунския санджак, като към 1885 година казата, включва Негуш и 46 селища и чифлици. Евлия Челеби свидетелства през XVII в., че градът е мирен, без стени и гарнизон, притежава 4000 къщи, 16 мюсюлмански махали, 15 християнски и две еврейски. Градът е процъфтяващ център на производство на ориз.
„...стигнахме въ Вериа, който градъ е разположенъ сѫщо както Воденъ въ една тераса, но е по низка отъ воденската. Тукъ има добра вода. Въ източната страна се виждатъ още остатъци отъ нѣкогашното укрепление, а въ управлението се е запазила още една голѣма кула. Улицитѣ сѫ тѣсни и ѫглести, кѫщитѣ съ своитѣ дълги стрѣхи придаватъ староврѣмененъ изгледъ. Въ тази часть, дѣто живѣятъ евреитѣ, е мръсно и пълно съ всѣкакви вони, човѣкъ мисли, че се намира въ нѣкогашнитѣ еврейски квартали изъ нѣмскитѣ градове. Като излѣзе човѣкъ изъ еврейската мръсотия и тръгне къмъ западъ, навлиза се въ едно много прѣкрасно мѣсто. Една рекичка се спуща пѣнливо въ една клисура, а брѣговетѣ ѝ сѫ обрасли съ дървета и храсталакъ. Въ тази тука часть турцитѣ иматъ своитѣ кафенета. Турчинътъ пие тукъ съ кефъ кафето си, смучи тютюня близо до града, но пакъ всредъ хубавата природа, къмъ която той е много чувствителенъ. Населението на Вериа се състои почти отъ еднакво число гърци и турци и то по 2500 души. При това трѣбва да прибавимъ нѣщо по 100 еврейски, български и аромѫнски фамилии. Въ турскитѣ фамилии се говори чисто гръцки, когато пъкъ гръцкитѣ фамилии не говорятъ чисто, защото иматъ много славянски думи. Причината на това е, че турцитѣ сѫ дошли тукъ въ послѣднитѣ десетки години отъ Тесалия и Мореа, дѣто се говори на чисто гръцки езикъ. 
Въ този градъ има и трикласно аромѫнско училище съ 150 дѣца, но човѣкъ ще се излъжи, ако мисли, че тѣзи дѣца сѫ отъ града Вериа. Тѣ сѫ дѣца на аромѫнскитѣ овчари, които прѣкарватъ тукъ зимата. Прѣзъ лѣтото живѣятъ въ планинскитѣ села на югъ отъ Воденъ до Бистрица... Аромѫнското население изъ селата, вслѣдствие енергическото застѫпвание на ханджията Гога отъ Вериа, е въодушевено отъ националната идеа, а аромѫнетѣ отъ града се числятъ къмъ гръцката партия.“
Според Николаос Схинас („Οδοιπορικαί σημειώσεις Μακεδονίας, Ηπείρου, Νέας οροθετικής γραμμής και Θεσσαλίας“) в средата на 80-те години на XIX век Кара Ферия има 1200 семейства, от които 50 еврейски, 30 цигански, а останалите са наполовина патриаршески и наполовина мюсюлмански. Александър Синве („Les Grecs de l’Empire Ottoman. Etude Statistique et Ethnographique“) в 1878 година пише, че във Верия (Verria), Берска епархия, живеят 800 гърци.
В 1900 година според Васил Кънчов („Македония. Етнография и статистика“) в Беръ (Верея, Кара Фери) живеят 350 българи християни, 6500 турци, 2000 гърци и 300 власи, 500 евреи и 850 цигани.
По данни на секретаря на екзархията Димитър Мишев („La Macédoine et sa Population Chrétienne“) в 1905 година в Бер живеят 350 българи патриаршисти, 2000 гърци, 300 власи и 850 цигани. В 1906 година според Патриаршеската статистика в града има освен другите и 320 патриаршески (семейства власи) и 180 румънеещи се семейства власи.
В 1910 година в Бер (Βέροια) има 6200 жители патриаршисти, 5280 мюсюлмани и 600 евреи.
При преброяването в 1912 година градът е отбелязан с няколко езика и религии: език македонски и религия християнска, език турски и религия мюсюлманска, влашки език и християнска религия, испански език и религия юдаизъм, гръцки език и християнска религия и цигански език и християнска религия.

### В Гърция
В 1912 година по време на Балканската война в Бер влизат гръцки части и след Междусъюзническата в 1913 година градът остава в Гърция. При преброяването от 1913 година в селото има 7039 мъже и 6773 жени. Гръцкият андартски капитан Панайотис събира в къщата на Г. Попандонов местни първенци и ги изтезава, за да се признаят за гърци.
Гара Бер в 1920 година се води отделно селище с 29 жители. По-късно е слята с града.
Първоначално градът е част от ном Солун, а в 1946 година, след създаването на ном Иматия, става негова столица.
В 1924 година по спогодбата за задължителен обмен на население между Гърция и Турция мюсюлманските жители на Бер са изселени в Турция. На тяхно място са настанени повече от 5000 нови жители, от които 4686 бежанци от Турция, а останалите власи от селата Маруша, Горно и Долно Шел, Ксироливадо, Кастания. В 1928 година Бер е смесено селище с 405 бежански семейства и 1665 жители бежанци.
Поради фактът, че градът е предимно турски до 1922 година, и че е център на румънската пропаганда сред власите, едва 1924 година е началната година на местния печат – през октомври излиза първият берски вестник „Астир Верияс“, последван от „Кроталос“ и „Верия“ през 1925 г., „Елевтерос Логос“ през 1928 г., „Псилос“ и „Фони тис Верияс“ през 1929 г. През 30-те години излизат „Неа Зои“ (1932), „Македоники Ихо“ (1935). От 1965 година започва да излиза вестник „Лаос“.
Непосредствено след Втората световна война на 2 km северно, край пътя за Негуш е създадено селището Ергохори, което в 1940 година има 95, а в 1951 година - 79 жители. По-късно е слято с града.
В 1987 година Спирос Лукатос посочва „език на жителите гръцки, турски, влашки и еврейски“ (γλώσσα κατοίκων ελληνική, τουρκική, βλάχικη και εβραϊκή).
През Втората световна война градът е в германската окупационна зона и в него е образувано подразделение на Централния българомакедонски комитет.
На 5 февруари 1946 година е формиран ном Бер.
| Име            | Име             | Ново име     | Ново име     | Описание                                                                    |
| -------------- | --------------- | ------------ | ------------ | --------------------------------------------------------------------------- |
| Гани Буглар    | Γκανί Μπογλάρ   | Палиамбела   | Παλιάμπελα   | местност на Ю от Бер                                                        |
| Арап Гьоджалик | Αραπ Γκιοτζαλικ | Трифилия     | Τριφύλλια    | местност в Каракамен на З от Бер и на ЮИ от Комнинио (Куманич)              |
| Балък бунар    | Μπαλούκ Μπουνάρ | Урания Пиги  | Ουρανία Πηγή | местност на СИ от Бер                                                       |
| Добра          | Δομπράς         | Кали Панагия | Καλή Παναγιά | възвишение в Каракамен на СЗ от Бер (248,7 m), на З над Добренския манастир |
| Музга          | Μούζγκα         | Валтос       | Βάλτος       | местност на СЗ от Меси (Меч)                                                |
| Деликташ       | Ντελικτας       | Спилиес      | Σπηλιές      | възвишение в Каракамен на ЮЮИ от Бер и на З от Агия Варвара (365 m)         |

| Година    | 1913  | 1920  | 1928  | 1940  | 1951  | 1961  | 1971  | 1981  | 1991  | 2001  | 2011  | 2021  |
| --------- | ----- | ----- | ----- | ----- | ----- | ----- | ----- | ----- | ----- | ----- | ----- | ----- |
| Население | 12812 | 13349 | 14589 | 16413 | 21844 | 25765 | 29528 | 37087 | 37858 | 42794 | 43158 | 43212 |

## Култура
Градът има редица византийски паметници, както и църкви, строени върху основите на други византийски църкви. Най-значима е църквата „Възкресение Христово“ със стенописите си от 1315 година, сравнявани с някои от най-добрите творби от периода на Палеологовия ренесанс в главните византийски центрове в Солун и Константинопол. От тринадесетте джамии, осем са оцелели, включително Старата митрополия, обърната в Хюнкар джамия, както и новопостроените Орта джамия, Медресе джамия и Махмуд Челеби джамия. Четири други джамии – Субаши джамия, Баир джамия, Йола Гелди джамия и Барбутската джамия, днес са частни къщи. Запазен е също и Чифте хамам, както и редица публични османски сгради от края на XIX в. Известният градски безистен изгаря в големия пожар от 1864 година.
Градските музеи са Берски археологически музей, Берски византийски музей, Берски етнографски музей, Берски образователен музей, Берски музей на новата история и изкуството и Влашки етнографски музей. В защитения еврейски квартал Барбута е разположена и еврейска синагога от XIX в. Археологическият обект на Еге (днес Вергина), част от световното наследство на ЮНЕСКО, лежи на 12 km югоизточно от Бер. Всяко лято (от 15 август до 15 септември) се провеждат традиционните чествания „Иматиотика“.

## Побратимени градове
- Строволос, Кипър
- Казанлък, България
- Роняк, Франция
- Ужице, Сърбия

## Спорт
Бер има футболен отбор с името ФК Верия, който в сезон 2006 – 2007 година се състезава в гръцката втора дивизия, завършва трети и печели място в първа дивизия.

## Личности
Бер е родно място на редица арумънски и гръцки личности. Сред тях са Апостол Хаджигогу, борец срещу гърцизма, Георге Мурну, румънски историк и археолог, Павел Апостолидис, гръцки духовник и драмски митрополит, андартските капитани Антониос Николаидис и Стефанос Папагалос, както и турският археолог Седат Алп. В Бер са починали българският революционер Димитър Робков и андартът Стерьос Кукутегос.

## Галерия
- Баир джамия, пощенска картичка от 1916 – 1918 г.
- Вергинината кула в началото на XX век
- Медресе джамия в Бер в началото на XX век
- Църквата „Свети Антоний Нови“ в Бер, пощенска картичка от 1916 – 1918 г.
- Часовниковата кула в Бер, пощенска картичка от 1916 – 1918 г.
- Влашки четници на ВМОРО от Берско
- Главната улица с площад „Агиос Антониос“, около 1917 г.
- Народни носии от Пископи и Бер